# Monster Hunter 2
Monster Hunter 2 (Dos) (モンスターハンター2 (ドス)?, Monsutā Hantā Dosu) è un videogioco per PlayStation 2 sviluppato e distribuito da Capcom, seguito di Monster Hunter e Monster Hunter G. Date le scarse vendite del primo episodio riscontrate in Europa e in America, il gioco è stato commercializzato esclusivamente per il mercato giapponese.

## Modalità di gioco
Il gioco è rimasto lo stesso, solo che insieme alle varie specie di mostri presenti nel primo Monster Hunter, in Monster Hunter 2 sono stati introdotti nuovi mostri, come il drago metallico Kushala Daora che controlla il vento e presente sulla copertina del gioco.
Nuove armature e armi sono state inoltre aggiunte, così come nuovi potenziamenti per le stesse, mantenendo la capacità di donare diverse abilità al giocatore. Una novità è rappresentata dalle decorazioni, ottenute combinando minerali e parti di mostri, che potenziano ulteriormente le suddette abilità. Queste possono essere montate su armi e armature che hanno gli spazi necessari per ospitarle.
Altre novità è stata l'introduzione dell'alternarsi del giorno e notte e delle stagioni. Vi è un nuovo villaggio in tema portuale (Villaggio Jumbo) dove ogni personaggio che interagisce col giocatore avrà necessità di ricevere materiale per potenziare la propria area di competenza e premiare il cacciatore.
In questo gioco sono state introdotte le Varianti, mostri non considerati delle specie a parte ma che possiedono delle caratteristiche uniche. Si differenziano dalle Sottospecie perché, mentre esse sono mostri già nati con i loro cambiamenti, le Varianti hanno avuto incidenti o hanno subito cambiamenti che ne hanno modificato perennemente ed irreversibilmente l'aspetto fisico.